# HMS King George V (1911)
Le HMS King George V était le navire de tête de sa classe de quatre cuirassés dreadnought construits pour la Royal Navy au début des années 1910. Il a passé la majeure partie de sa carrière affecté à la Home Fleet et à la Grand Fleet, souvent en qualité de navire amiral. En plus de participer à une tentative échouée d'interception des navires allemands qui avaient bombardé Scarborough, Hartlepool et Whitby à la fin de 1914, à la bataille du Jutland en mai 1916 et à l'action peu concluante du 19 août, son service pendant la Première Guerre mondiale consistait généralement en des tâches de routine. patrouilles et entraînement en mer du Nord.
Après la guerre, le King George V devient le vaisseau amiral de la Home Fleet puis de la Reserve Fleet avant d'être affecté à la Mediterranean Fleet fin 1920. Lors du grand incendie de Smyrne en septembre 1922, le navire est utilisé pour l'évacuation des réfugiés, avant un retour à son affectation principale au début de 1923. Le King George V est envoyé à la réserve, puis utilisé comme navire-école jusqu'à la fin de l'année 1926 où il est vendu à la ferraille, conformément aux termes du traité naval de Washington.

## Conception et description
Les navires de classe King George V sont conçus comme des versions agrandies et améliorées des navires précédent de classe Orion. Le navire est long de 181,2 mètres (594 pi), large de 27,2 mètres (89 pi), et a un tirant d'eau de 8,7 mètres (29 pi). Ils déplacent de 25 830 t à vide, et 27 560 t en charge pleine. Son équipage compte 869 officiers et matelots lors de son lancement, et 1 114 en 1916.
Les navires de la classe King George V sont propulsés par deux ensembles de turbines à vapeur à entraînement direct Parsons, chacune entraînant deux arbres, utilisant la vapeur fournie par 18 chaudières Babcock & Wilcox. La puissance sur arbre des turbines est évaluée à 27 000 ch (20 134 kW), devant fournir aux cuirassés une vitesse de 21 nœuds (38,9 km/h). Au cours de ses essais en mer en septembre 1911, le King George V atteint une vitesse maximale de 22,4 nœuds (41,5 km/h), avec 33 022 ch (24 288 kW). Les navires de la classe sont prévus pour transporter suffisamment de charbon et de mazout pour avoir une autonomie de 5 910 milles marins (10 945 kilomètres), à une vitesse de croisière de 10 nœuds (18,5 km/h).

### Armement et armure
Comme les navires de classe Orion, les navires de classe King George V sont équipés de 10 canons Canons Mark V de 13,5 pouces (343 mm) à chargement par la culasse, montés dans cinq tourelles jumelées à commande hydraulique, toutes sur l'axe central. Les tourelles étaient respectivement désignées par les lettres « A », « B », « Q », « X » et « Y », de l'avant vers l'arrière. Leur armement secondaire est composé de 16 canons Mark VII simples de 4 pouces (102 mm), répartis équitablement entre les superstructures avant et arrière. Quatre fusils de salut de 47 mm sont également installés. Les navires sont équipés de trois tubes lance-torpilles immergés de 21 pouces (533 mm), un sur chaque bordée et un autre à la poupe, pour lesquels 14 torpilles sont disponibles.
Les cuirassés de classe King George V sont protégés à la ligne de flottaison par une ceinture blindée de 305 mm qui s'étend entre les barbettes d'extrémité. Leurs ponts varient en épaisseur entre 25 et 100 mm avec les parties les plus épaisses protégeant le gouvernail à l'arrière. Les faces de la tourelle de la batterie principale sont épaisses de 279 mm, et elles sont montées sur des barbettes de 254 mm.

### Modifications

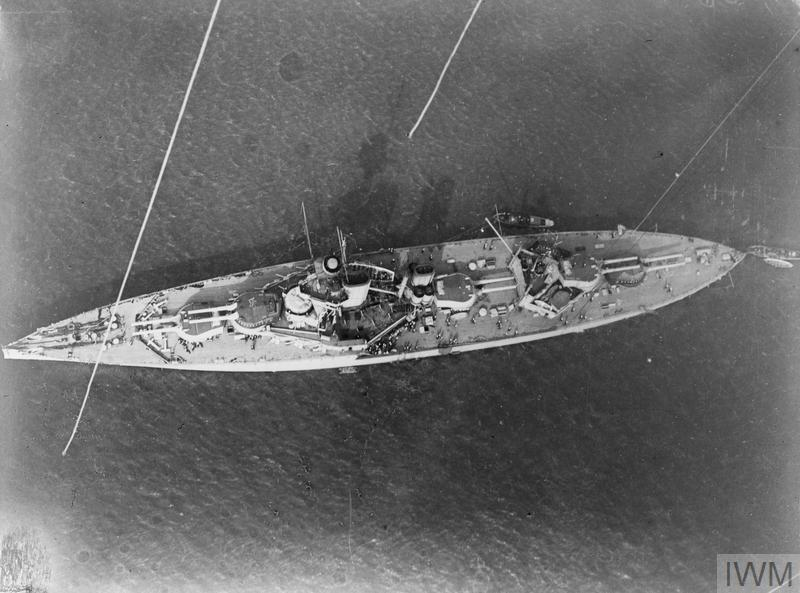
Vue aérienne du King George V à l'ancre, environ 1917

Un système de conduite de tir est installé au sommet de la hune en 1914, avant que ne débute la guerre en août ; son mât d'origine est alors renforcé par des poutrelles à brides pour le renforcer et lui permettre de supporter le poids du système. En octobre 1914, une paire de canons anti-aériens (AA) de est ajoutée. Les filets anti-torpilles sont retirés en 1915-1916. Après la bataille du Jutland, environ 80 long tons (81,28 t) de blindage de pont supplémentaire sont ajoutées, et un télémètre ajouté au sommet du château du navire. À peu près à la même époque, le navire est modifié pour utiliser un ballon cerf-volant. En avril 1917, les canons de 4 pouces sont retirés des casemates de la coque car ils étaient souvent inutilisables par mer agitée. Les casemates ont alors été blindées, et certains des compartiments ont été utilisés pour le loger l'équipage. Cette même année, la hune est agrandie et le mât avant équipé de renforcements. Le tube lance-torpilles arrière est retiré en 1917-1918 et des plates-formes de décollage sont installées sur les toits des tourelles « B » et « Q » en 1918.

## Construction et carrière
Le navire devait initialement être nommé le Royal George, avant d'être rebaptisé en 1911, en référence au souverain du Royaume-Uni au moment de sa construction, le roi George V. Sa quille est posée au chantier naval de Portsmouth le 16 janvier 1911, et il est lancé le 9 octobre de la même année, avant d'être achevé en novembre 1912, pour un coût total de 1 961 096 livres sterling. Le King George V est alors déployé dans la 2ème escadre de bataille, sous le commandement du vice-amiral George Warrender, dont il devient le navire amiral le 18 février 1913. En compagnie des trois autres navires de sa classe, il représente la Royal Navy durant les cérémonies encadrant la réouverture du Canal de Kiel en Allemagne au mois de juin 1913, et est notamment visité par la princesse Irène de Hesse-Darmstadt le 24 juin, puis par l'empereur, Guillaume II, le lendemain. Les jours qui suivent, diverses célébrations ont lieu à bord du cuirassé sous la direction de Maud Warrender, épouse de l'amiral, et voient s'y présenter tous les notables de Kiel dont notamment le Grand-amiral Alfred Von Tirpitz et les amiraux Friedrich von Ingenohl et Carl von Coerper.

### Première Guerre Mondiale

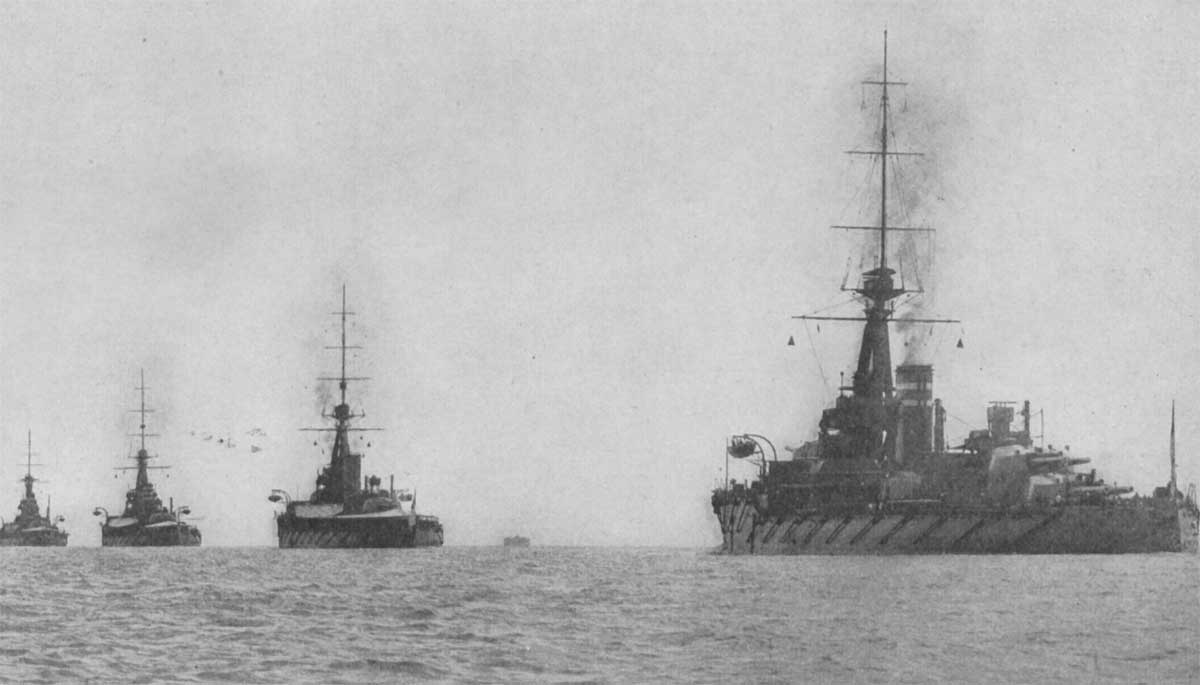
La 2e escadre de bataille à Solent, environ 1914. De gauche à droite le King George V, le Thunderer, le Monarch et le Conqueror.

Du 17 au 20 juillet 1914, le King George V pend part à des exercices de mobilisation et est passé en revue dans le cadre de la réponse britannique à la crise de juillet. Arrivé à l'île de Portland le 25 juillet, le cuirassé se dirige ensuite vers la baie de Scapa Flow, en compagnie du reste de la Home Fleet, dans le but d'anticiper une éventuelle attaque surprise de la marine impériale allemande,. Au mois d'août 1914, la Home Fleet est réorganisée pour former la Grand Fleet, sous le commandement de l'amiral John Jellicoe, qui la disperse immédiatement, jugeant Scapa Flow trop peu défendue. Le 16 octobre 1914, la 2e escadre est envoyée vers la côte ouest de l’Écosse. Lors d'un exercice en date du 27 octobre, le HMS Audacious percute une mine allemande, posée quelques jours auparavant par le SS Berlin, et les cuirassés reçoivent l'ordre de quitter la zone, par peur d'être victimes d'attaques de torpilles. Du mois de novembre 1914 au 12 décembre 1914, le King George V est ancré au port pour le remplacement de ses condensateurs,,.

#### Bombardement de Scarborough, Hartlepool et Whitby
Au début du mois de décembre 1914, le service de décryptage des forces anglaises (Room 40) intercepte des messages allemands laissant à penser à une attaque concertée sur les villes de Scarborough, Hartlepool et Whitby, menée par les croiseurs de bataille du premier groupe de reconnaissance de l'amiral Franz von Hipper, prévue pour la mi-décembre. Cependant, les messages transcrits par l'intelligence britannique ne mentionnent pas que cette force serait rejointe par la Hochseeflotte, composée elle de 14 dreadnoughts et de 8 pre-dreadnoughts.
Le 15 décembre, les six dreadnoughts de la 2e escadre, ainsi que quatre croiseurs de bataille envoyés par le vice-amiral David Beatty, prennent la mer dans le but d'intercepter les forces allemandes au cours de leur voyage de retour. Les éclaireurs des deux forces se rencontrent au matin du 16 décembre 1916, et échangent des tirs endommageant gravement plusieurs destroyers anglais. La flotte allemande fait alors demi-tour, craignant une attaque britannique d'importance, tandis que des mauvaises communications entre les navires anglais fait échouer l'interception.

#### 1915-1916
La réparation de condensateurs du navire finie, l'amiral Jellicoe ordonne à ses bâtiments, dont le King George V, de mener des exercices de tirs les 10 et 13 janvier 1915, à l'ouest des Orcades et des îles Shetland. Le 23 janvier, la Grand Fleet se met en mouvement pour soutenir les croiseurs de bataille de l'amiral Beatty, mais ne parvient pas à les rejoindre à temps pour participer à la bataille du Dogger Bank, le lendemain. Du 7 au 10 mars 1915, la flotte réalise des exercices dans la mer du Nord, renouvelés du 16 au 19 mars. Des patrouilles sont également ordonnées dans la mer du Nord du 11 au 14 avril, puis du 17 au 19 avril, suivis d'essais de tirs les 20 et 21 avril.
Des nouvelles patrouilles sont menées en mer du Nord, du 17 au 19 mai, puis du 29 au 31 mai, sans rencontrer de navires allemands. De nouveaux exercices ont lieu du 11 au 14 juin, puis le 11 juillet au large des Shetland, et le 2 août dans la baie du Moray Firth. De septembre à octobre 1915, la flotte participe à de nombreux exercices dans la mer du Nord, avant de se rendre aux Orcades du 2 au 5 novembre. Le 16 décembre 1915, le vice-amiral Warrender est remplacé par Martyn Jerram.
Le 10 février 1916, la Grand Fleet prend la mer en réponse aux attaques des navires allemands conduites sur des forces légères britanniques près du Dogger Bank, avant de faire demi-tour lorsqu'il devient apparent qu'aucun navire allemand important ne se trouvait dans la zone. Le 26 février 1916, la flotte prend la direction de la mer du Nord, l'amiral Jellicoe ayant pour but d'utiliser la force de Harwich pour prendre possession de la baie de Heligoland, mais le mauvais temps annule l'opération ; une nouvelle tentative, le 6 mars, est abandonnée pour les mêmes raisons. Dans la nuit du 25 mars 1916, le King George V et le reste de la flotte partent de Scapa Flow vers Tondern, où des croiseurs lourds britanniques sont en train de bombarder une base de zeppelins allemands. Cependant, le temps que les cuirassés arrivent sur place, les affrontements ont déjà cessé, et il leur est ordonné de faire demi-tour. Le 21 avril 1916, la Grand Fleet mène une opération visant à distraire la marine allemande à Horns Rev, afin de permettre à la marine impériale russe de reconstituer ses champs de mine dans la mer Baltique. Le 24 avril, la flotte revient à Scapa Flow pour faire le plein de carburant, avant de repartir vers le Sud, mais arrive trop tard pour intercepter les forces allemandes ayant participé à un raid sur la ville de Lowestoft.

#### Bataille du Jutland

Cartes montrant les manœuvres des flottes britanniques (en bleu) et allemandes (en rouge) les 31 mai et 1er juin 1916

Dans le but d'attirer et de détruire une partie de la Grand Fleet, la Hochseeflotte allemande, composée de 16 dreadnoughts et six pre-dreadnoughts ainsi que de leurs navires d'escorte, prend la mer le matin du 31 mai 1916, de concert avec les croiseurs de bataille de l'amiral Hipper. Les communications en rapport avec cette opération interceptées par le renseignement, l'amirauté britannique décide d'envoyer la Grand Fleet, composée de 28 dreadnoughts et de 9 croiseurs de bataille dans la nuit du 30 au 31, pour les intercepter.
Le 31 mai 1916, le King George V, sous le commandement du capitaine Frederick Field, est le navire de tête de la ligne de bataille britannique. Il tire deux salves en direction du croiseur de bataille SMS Derfflinger vers 19h17, mais, à 19h22, doit faire demi-tour pour éviter des attaques de destroyers, puis tourner à nouveau pour éviter les navires alliés. Ce seront ses seuls tirs de la bataille.

#### Fin de la Première Guerre Mondiale

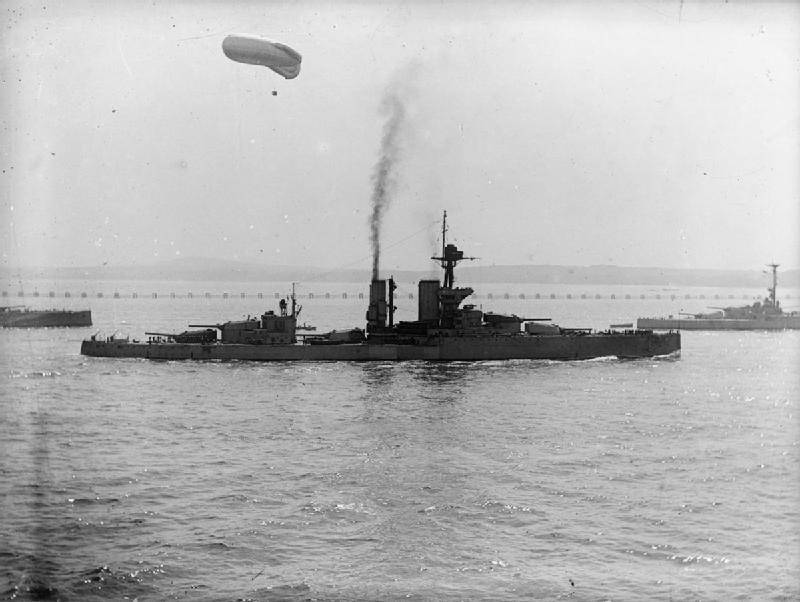
Le King George V à Scapa Flow en 1917, équipé d'un ballon cerf-volant

La Grand Fleet prend la mer le 18 août 1917 pour prendre en embuscade la Hochseeflotte, qui avance en mer du Nord, mais les erreurs de communications empêchent forcent l'abandon de la mission tandis que deux croiseurs légers anglais sont coulés par des sous-marins allemands. Cette action conduira Jellicoe à décider de ne plus envoyer les navires plus importants de sa flotte dans les zones sud de la mer du Nord, où les sous-marins et les mines allemands demeurent trop fréquents. L'amirauté prend alors la décision de ne plus faire sortir la Grand Fleet, sauf en cas d'invasion imminente du Royaume-Uni, où s'il est hautement probable qu'un engagement qui leur soit favorable puisse être forcé.
Au mois d'avril 1918, la flotte allemande est à nouveau de sortie, pour attaquer des convois reliant l'Angleterre et la Norvège, dans le silence radio le plus total. Faute d'interception de communications, les britanniques n'en ont connaissance que lorsque le croiseur de bataille SMS Moltke, victime d'une avarie, doit rompre le silence pour avertir son commandement de sa situation. La Grand Fleet est immédiatement envoyée pour intercepter les bâtiments allemands, sans succès.
Le King George V est présent à Rosyth en Écosse lors de la reddition de la Hochseeflotte, le 21 novembre 1918, et demeure part intégrante de la 2e escadre jusqu'au 1er mars 1919.

### Période post-Première Guerre Mondiale
Une fois la guerre finie, le King George V, qui était le navire amiral de la 3e escadre de bataille sous les ordres du vice-amiral Henry Oliver, est transféré à la Reserve Fleet, à Portsmouth. Il demeure le navire amiral d'Oliver, maintenant responsable de la flotte de réserve, jusqu'à son remplacement par le HMS Orion, le 14 septembre 1920. Le King George V connaît alors diverses modifications, en vue de son rattachement à la 4e escadre de bataille de la flotte méditerranéenne.
Le bâtiment est envoyé le 31 octobre 1920 en direction de la Méditerranée, et, en février 1921, mène des exercices de tirs en compagnie du dreadnought HMS Benbow et de plusieurs destroyers dans la mer de Marmara. Dans la nuit du 2 au 3 septembre 1922, le navire percute un rocher non-répertorié entre Mytilène et la Turquie, provoquant l'inondation de sa salle des chaudières, et forçant le commandement à faire du HMS Marlborough le nouveau navire-amiral. Le King George V, pendant ce temps, se rend à Smyrne, en Turquie, pour y effectuer les modifications nécessaires. Durant le grand incendie de Smyrne, qui a lieu le 16 septembre 1922, il prend à son bord 130 réfugiés et les conduit à Malte.
En janvier 1923, le navire retourne en Angleterre et devient un navire-école pour les artilleurs à Devonport. En novembre 1923, il est envoyé à la réserve, puis est assigné au navire-école HMS Impregnable. Le 28 septembre 1926, le King George V quitte définitivement le service actif, et, en décembre, est vendu pour ferraille à la Alloa Shipbreaking Compagny, pour que le Royaume-Uni puisse respecter les critères de tonnage imposés par le Traité Naval de Washington. Le 27 janvier 1927, le navire arrive sur son lieu de démolition.